# 엘비스 프레슬리의 분홍색 캐딜락
엘비스 프레슬리가 소유한 1955년식 캐딜락 플리트우드는 상징적이다. 이는 당대의 유행이자 대중음악에서 등장하며 세계 각지에서 복제품이 판매되고 있다. 현재 테네시주 멤피스의 그레이슬랜드 박물관에 소장되고 있다.

## 역사
1955년 초 엘비스는 자신의 첫 캐딜란인 1954년식 플리트우드 시리즈 60을 구입했다. 핑크색으로 도색돼 있던 차는 엘비스와 블루 문 보이스의 교통수단으로 이용됐다. 이후 브레이크 라이닝 손상으로 1955년 6월 5일 아칸소주 텍사캐나와 호프 사이 갓길에서 화재로 말미암아 파손됐다.
1955년 7월 5일 엘비스는 새롭게 캐딜락 플리트우드 시리즈 60을 구매했다. 지붕은 검은색이었다. 분홍색 캐딜락이 언급된 최초의 엘비스 노래는 〈Baby Let's Play House〉로, 1955년 7월 전국 차트인 빌보드 컨트리 싱글 차트에서 5위를 달성했다. 엘비스는 라마 가의 이웃 아트에게 도색을 맡겼다. 아트가 고안한 주문제작형 분홍을 엘비스는 "엘비스 로즈"라고 불렀다. 검은색 지붕은 그대로 두었다. 도색이 완료되자 엘비스는 모친 글래디스에게 선물로 주었다. 글래디스는 무면허라 엘비스가 1955년에서 1956년까지 밴드 구성원들과 주행했다.
1955년 9월 2일 스코티 무어가 텍사캐나에서 운전하던 중 지나가는 픽업트럭과 충돌사고를 일으켜 1000달러의 피해액을 냈다. 1955년 11월 RCA와 계약을 맺은 뒤 1956년 3월 엘비스는 업홀스터리를 교체하고 차체를 개조하고 지붕을 하얀색으로 도색했다. 1960년 군 제대 뒤에는 육군 친구 조 에스포지토에게 대여해 주고 본인은 차체는 하얀색에 지붕은 분홍색인 1961년식 캐딜락 드빌을 구매했다.
본래 분홍색 캐딜락은 오랫동안 차고 신세였지만, 현재 그레이슬랜드의 자동형 박물관에서 영구 전시되고 있다. 2006년 6월 조지 W. 부시 대통령과 고이즈미 준이치로 총리가 그레이슬랜드를 방문할 당시 출입구로 옮겨졌다.